# 马尔托雷利亚斯
马尔托雷利亚斯，是西班牙加泰罗尼亚巴塞罗那省的一个市镇。总面积4平方公里，总人口4906人（2001年），人口密度1227人/平方公里。